# كونوهانا كيتان
كونوهانا كيتان (باليابانية: このはな綺譚، بالروماجي: Konohana Kitan) هي سلسلة مانغا يابانية من تأليف ساكويا أمانو، نشرت من قبل إيتشيجينشا في مجلة كومكس يوري هيمي إس منذ 18 يونيو عام 2009 حتى 18 يونيو عام 2010. بعد التوقف تم إعادة نشرتها من قبل غينتوشا في مجلة بيرز الشهرية،
منذ 29 ديسمبر 2014. أنتجت إلى مسلسل
أنمي من قبل استوديو استوديو ليرتشي، ومن إخراج هيديكي أوكاموتو. عرض الأنمي في 4 أكتوبر عام 2017 واستمر عرضه حتى 20 ديسمبر عام 2017، وتكون من 12 حلقة.

## القصة
تدور أحداث القصة عن كوكوهانا تي هو فندق ينبوع ساخن يقع في بلدة نزل بين عالمنا والعالم الآخر، حيث يذهب الكثير من الناس لزيارته. وتتابع القصة حياة أرواح الثعلب التي تتخذ شكل فتيات وتعمل في الفندق.

## الشخصيات
يوزو (باليابانية: 柚، بالروماجي: Yuzu)
أداء صوتي: يوكو أونو
ساتسوكي (باليابانية: 皐، بالروماجي: Satsuki)
أداء صوتي: ساواكو هاتا
ناتسومي (باليابانية: 棗، بالروماجي: Natsume)
أداء صوتي: أياكا سوا
رين (باليابانية: 蓮، بالروماجي: Ren)
أداء صوتي: ريسا كوبوتا
ساكورا (باليابانية: 櫻، بالروماجي: Sakura)
أداء صوتي: أي كاكوما
كيري (باليابانية: 桐، بالروماجي: Kiri)
أداء صوتي: مانامي نوماكورا
أوكيوكو (باليابانية: お菊، بالروماجي: Okiku)
أداء صوتي: أكينو واتانابي
أوكامي (باليابانية: 女将، بالروماجي: Okami)
أداء صوتي: ميغومي أوغاتا

## وصلات خارجية
- موقع الأنمي الرسمي نسخة محفوظة 27 فبراير 2021 على موقع واي باك مشين. (باليابانية)
- كونوهانا كيتان على موقع ANN manga (الإنجليزية)